# هوغو رويز (لاعب كرة قدم)
هوغو رويز (بالإسبانية: Hugo Ruíz)‏ هو لاعب كرة قدم مكسيكي في مركز الوسط، ولد في 10 يناير 1977 في مدينة سان لويس بوتوسي في المكسيك. لعب مع نادي أتلانتي ونادي بويبلا ونادي تيخوانا ونادي سان لويس.